# Nioh
Nioh — компьютерная игра в жанре action/RPG с историческим уклоном, разработанная японской студией Team Ninja. Игра издана компаниями Koei Tecmo и Sony Interactive Entertainment для PlayStation 4. Изначально игра была анонсирована как Oni в 2004 году. В сентябре 2015 игра была вновь представлена публике с новым названием Nioh. 7 ноября 2017 года была выпущена версия Nioh для Windows.
События игры разворачиваются в Японии в период Сэнгоку. Прототипом главного героя стал Уильям Адамс — английский мореплаватель, сыгравший свою роль в истории Японии.
На E3 2018 была анонсирована Nioh 2.

## Игровой процесс
Геймплей игры в целом схож с серией игр Dark Souls, прежде всего системой ближнего боя, а также уровнем сложности, когда можно быстро умереть, если не соблюдать осторожность. Бой в режиме реального времени с различными типами оружия, такими как катана, копья, топоры, луки и фитильные ружья Танэгасима. В рукопашной игрок может переключиться между тремя главными стойками — низкая стойка, позволяющая совершать быстрые, но слабые атаки, верхняя стойка с медленными и мощными атаками, и средняя стойка, являющаяся промежуточным вариантом между верхней и нижней. Большинство действий Уильяма (такие как атака, спринт, уворачивание) истощают шкалу энергии Ки — аналога выносливости. Полностью истощив шкалу, Уильям на определённое время становится беспомощным против вражеских атак. Однако вовремя применённое действие «импульс Ки» может восстановить потерянную выносливость. За бои игрок получает опыт, который может потратить на развитие умений персонажа и магии (например, наделение оружия стихийными свойствами).
На Playstation игра позволяет выбирать между более высокой частотой кадров или бо́льшим разрешением дисплея — подобно опциям, предлагаемым на ПК — в зависимости от того, предпочитает игрок производительность или зрелищность.

## Сюжет
Сюжет Nioh основан на недописанном сценарии классика японской кинорежиссуры Акира Куросава, называвшемся «О́ни» (то есть «демон»). В 2004 году планировалось, что выходу игры будет сопутствовать релиз фильма с таким же названием, который собирался снимать сын Куросавы, Хисао. Но в 2006 году вместо того, чтобы выпустить игру, как и планировалось, издательство Koei надолго замолчало, вскользь подтвердив продолжение разработки лишь в 2009-м. Беллетризованные версии других реальных исторических фигур также появляются в игре, включая Хаттори Хандзо, Татибану Мунэсигэ и его супругу Гинтиё, Куроду Нагамасу и Куроду Ёситаку. Уильям прибывает в Японию в течение Эпохи воюющих провинций, выживая не только против бандитов и безжалостного ронина, но и против сверхъестественных угроз, таких как Ёкаи и О́ни.

## Отзывы
| Сводный рейтинг       | Сводный рейтинг            |
| Агрегатор             | Оценка                     |
| --------------------- | -------------------------- |
| GameRankings          | 88,75 % (PS4) 85,25 % (PC) |
| Metacritic            | 88/100 (PS4) 84/100 (PC)   |
| Иноязычные издания    |                            |
| Издание               | Оценка                     |
| Destructoid           | 9/10                       |
| EGM                   | 9/10                       |
| Eurogamer             | Рекомендовано              |
| Famitsu               | 36/40                      |
| Game Informer         | 9/10                       |
| GameRevolution        | [ 11 ]                     |
| GameSpot              | 9/10                       |
| GamesRadar+           | [ 13 ]                     |
| IGN                   | 9,6/10                     |
| Polygon               | 8,0/10                     |
| The Daily Telegraph   | [ 16 ]                     |
| New York Daily News   | [ 17 ]                     |
| Русскоязычные издания |                            |
| Издание               | Оценка                     |
| 3DNews                | 8/10                       |
| Riot Pixels           | 82 %                       |
| «Игромания»           | 9,0/10                     |
| «Игры Mail.ru»        | 8,5/10                     |
| «Канобу»              | 8/10                       |
| «НИМ»                 | 8,5/10                     |

Игра получила преимущественно положительные отзывы критиков, средняя оценка на Metacritic — 88/100 для версии на PS4 и 84/100 для версии на PC. Большинство критиков высоко оценили боевую систему, сложность, сеттинг, использование японского фольклора и художественную эстетику, а также возможность выбора различных графических режимов для PlayStation 4; в то время как сюжет игры и управление инвентарём были подвергнуты некоторой критике. Eurogamer поставил игру на 35-е место в списке «50 лучших игр 2017 года», в аналогичном списке издание Polygon поставило Nioh на 42-е место. Игра была номинирована в категории «Лучшая игра для PlayStation 4» на премии Destructoid’s Game of the Year Awards 2017 и в категориях «Лучшая игра для PlayStation 4» и «Лучшая RPG» на премии IGN’s Best of 2017. Позже Nioh стала одной из трёх игр, вошедших в число приглашённых на конференцию Global Game Business Summit на Tokyo Game Show 2018 в качестве примера игры, добившейся мирового успеха.
Летом 2018 года, благодаря уязвимости в защите Steam Web API, стало известно, что точное количество пользователей сервиса Steam, которые играли в Nioh: Complete Edition хотя бы один раз, составляет 347 803 человека.